# Barleria brevituba
Barleria brevituba är en akantusväxtart som beskrevs av Raymond Benoist. Barleria brevituba ingår i släktet Barleria och familjen akantusväxter. Inga underarter finns listade i Catalogue of Life.